# Дайм «Меркурий»
Дайм «Меркурий» — серебряные монеты США номиналом в 10 центов, которые чеканились с 1916 по 1945 годы. На аверсе монеты изображён бюст женщины, символизирующей Свободу, а на реверсе — фасции с топором. Несмотря на то, что на монете изображена Свобода, а не древнеримский бог Меркурий, за ней закрепилось название мифологического персонажа, так как одним из его атрибутов являлся крылатый шлем.

## История
Дайм «Меркурий» выпускался довольно продолжительное время — с 1916 по 1945 годы с незначительными перерывами. С 1946 года дизайн монеты был изменён. Стал чеканиться дайм с изображением умершего в 1945 году Рузвельта.
В 1916 году, на фоне разгара Первой мировой войны, монетным двором США было принято решение изменить дизайн «безликих» 10-, 25- и 50 центов Барбера. В изображениях на монетах появились патриотические мотивы.
Выигравший тендер гравёр Адольф Вайнман поместил на аверсе бюст Свободы (моделью стала жена знаменитого американского поэта Уоллеса Стивенса) во фригийском колпаке с крыльями, символизирующем революцию и свободу мысли. В результате за монетой закрепилось название бога Меркурия, обязательным атрибутом которого являлся крылатый шлем.
На реверсе изображены фасции, клинок боевого топора и оливковые ветви. В геральдике фасции символизируют государственное и национальное единство, клинок топора — готовность защитить себя, а оливковые ветви — желание мира.
Хоть данный знак и стал впоследствии символом фашизма, дизайн монеты не пересматривался вплоть до смерти Рузвельта в 1945 году. Для увековечивания его памяти с 1946 года стали выпускаться монеты с его изображением и отличным от предыдущего реверсом.
Монета чеканилась на монетных дворах Филадельфии, Денвера и Сан-Франциско. Их обозначение располагалось под оливковой ветвью внизу на реверсе:
- отсутствует — монетный двор Филадельфии, Пеннсильвания
- D — монетный двор Денвера, Колорадо
- S — монетный двор Сан-Франциско, Калифорния

## Изображение

### Аверс
На аверсе монеты находится бюст женщины, символизирующей Свободу во фригийском колпаке с крыльями. Над ней полукругом идёт надпись «LIBERTY», внизу — год чеканки монеты. Слева от бюста помещена обязательная с 1866 года надпись на монетах «IN GOD WE TRUST», а справа монограмма гравёра «W».

### Реверс
На реверсе изображены фасции, клинок топора и 2 оливковые ветви. Полукругом по краю монеты расположены надписи «UNITED STATES OF AMERICA» — сверху, и обозначение номинала «ONE DIME» (10 центов) — снизу. Справа от пучка фасций находится девиз «E PLURIBUS UNUM». Под древком левой оливковой ветви может находиться буква «D» или «S», что свидетельствует о чеканке монеты на монетном дворе Денвера или Сан-Франциско соответственно.

## Тираж
| Год  | Отчеканено в Филадельфии | Отчеканено в Денвере | Отчеканено в Сан-Франциско |
| ---- | ------------------------ | -------------------- | -------------------------- |
| 1916 | 22 180 080               | 264 000              | 10 450 000                 |
| 1917 | 55 230 000               | 9 402 000            | 27 330 000                 |
| 1918 | 26 680 000               | 22 674 800           | 19 300 000                 |
| 1919 | 35 740 000               | 9 939 000            | 8 850 000                  |
| 1920 | 59 030 000               | 19 171 000           | 13 820 000                 |
| 1921 | 1 230 000                | 1 080 000            |                            |
| 1923 | 50 130 000               |                      | 6 440 000                  |
| 1924 | 24 010 000               | 6 810 000            | 7 120 000                  |
| 1925 | 25 610 000               | 5 117 000            | 5 850 000                  |
| 1926 | 32 160 000               | 6 828 000            | 1 520 000                  |
| 1927 | 28 080 000               | 4 812 000            | 4 770 000                  |
| 1928 | 19 480 000               | 4 161 000            | 7 400 000                  |
| 1929 | 25 970 000               | 5 034 000            | 4 730 000                  |
| 1930 | 6 770 000                |                      | 1 843 000                  |
| 1931 | 3 150 000                | 1 260 000            | 1 800 000                  |
| 1934 | 24 080 000               | 6 772 000            |                            |
| 1935 | 58 830 000               | 10 477 000           | 15 840 000                 |
| 1936 | 87 500 000 (4 130)       | 16 132 000           | 9 210 000                  |
| 1937 | 56 860 000 (5 756)       | 14 146 000           | 9 740 000                  |
| 1938 | 22 190 000 (8 728)       | 5 537 000            | 8 090 000                  |
| 1939 | 67 740 000 (9 321)       | 24 394 000           | 10 540 000                 |
| 1940 | 65 350 000 (11 827)      | 21 198 000           | 21 560 000                 |
| 1941 | 175 090 000 (16 557)     | 45 634 000           | 43 090 000                 |
| 1942 | 205 410 000 (22 329)     | 60 740 000           | 49 300 000                 |
| 1943 | 191 710 000              | 71 949 000           | 60 400 000                 |
| 1944 | 231 410 000              | 62 224 000           | 49 490 000                 |
| 1945 | 159 130 000              | 40 245 000           | 41 290 000                 |

(в скобках обозначено количество монет качества пруф)
Суммарный тираж монеты составляет более 2 миллиардов 670 миллионов экземпляров.